# پرچم اتحاد جماهیر عربی
پرچم اتحاد جماهیر عربی (به عربی: علم اتحاد الجمهوريات العربية)، پرچم مصر، لیبی و سوریه از سال ۱۹۷۲ تا ۱۹۷۷ بود. این پرچم سه رنگ افقی قرمز، سفید و سیاه است که یک شاهین طلایی قریش در مرکز روی نوار سفید قرار گرفته است.
این پرچم در سال ۱۹۷۷ در لیبی رها شد، پس از آنکه معمر قذافی، جماهیری عربی خلق سوسیالیستی عظمای لیبی را تأسیس کرد و پرچم سبز را به کار گرفت.
مصر و سوریه تا اوایل دهه ۱۹۸۰ همچنان از این پرچم استفاده می‌کردند. سوریه در سال ۱۹۸۰ پرچم جمهوری متحد عربی سابق و در سال ۱۹۸۴ مصر را برگزید. سوریه تا سال ۲۰۲۴ به استفاده از آن پرچم ادامه داد.